# U.S. Air Force Thunderbirds
Thunderbirds (U.S. Air Force Air Demonstration Squadron) – zespół akrobacyjny sił powietrznych Stanów Zjednoczonych latający na myśliwcach F-16 Fighting Falcon, stacjonujący w bazie lotniczej Nellis w stanie Nevada. Organizacyjnie podlega 57. Skrzydłu US Air Force.
Zespół istnieje od 1953 roku. Przechodził jednak kilkakrotnie reorganizację, a jego działalność zawieszano w następstwie katastrof lub ze względów budżetowych.

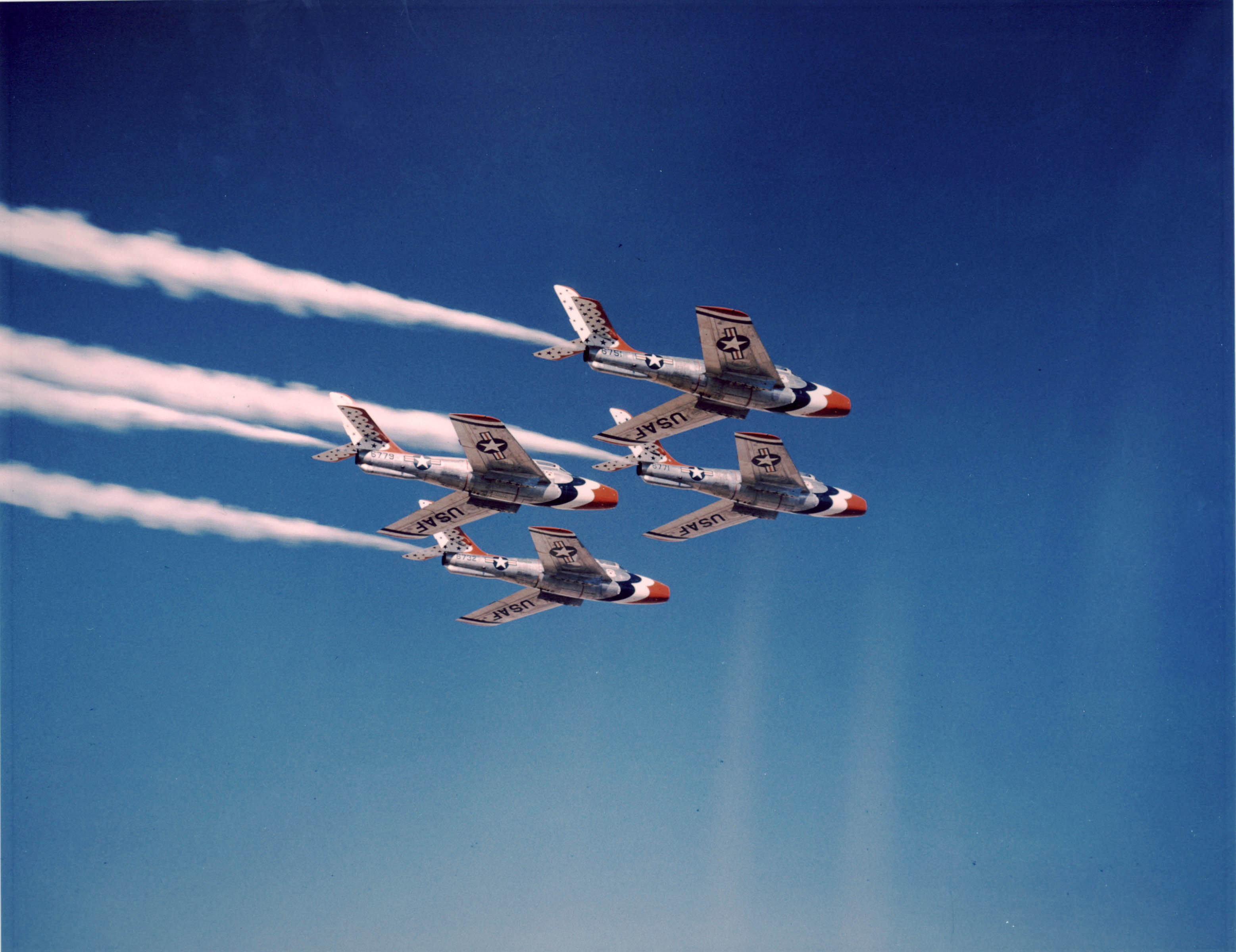
Thunderbirds w F-84F Thunderstreakach

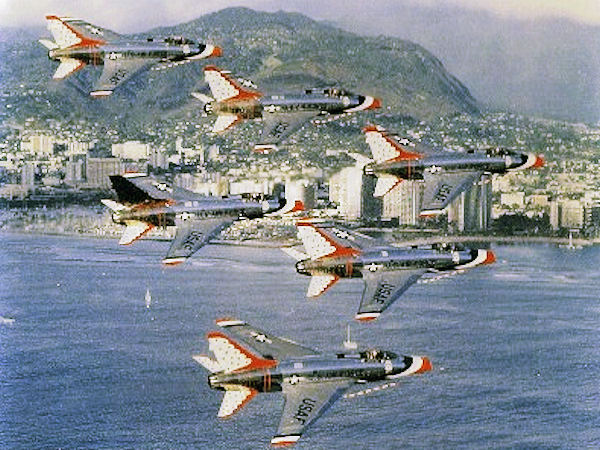
Thunderbirds w F-100 Super Sabre’ach

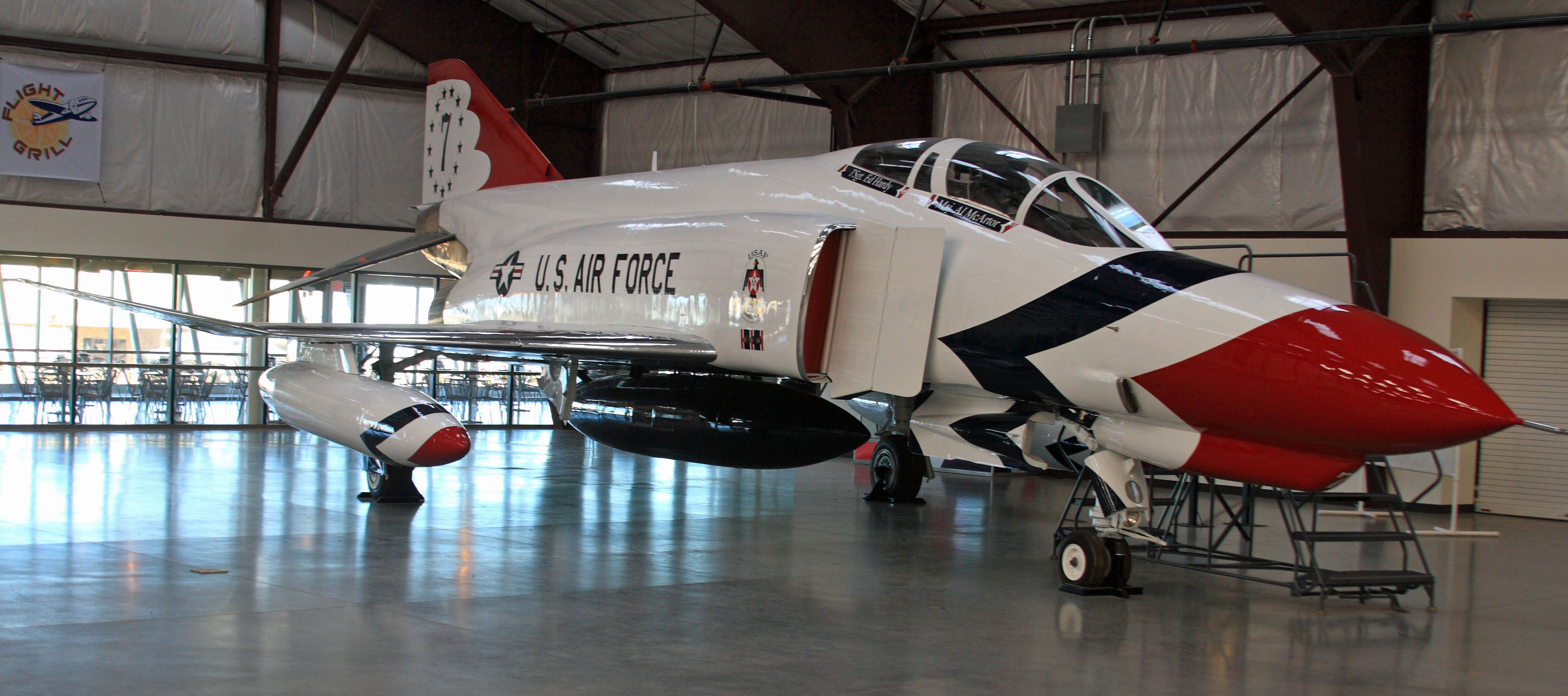
F-4E Phantom II zachowany jako egzemplarz muzealny

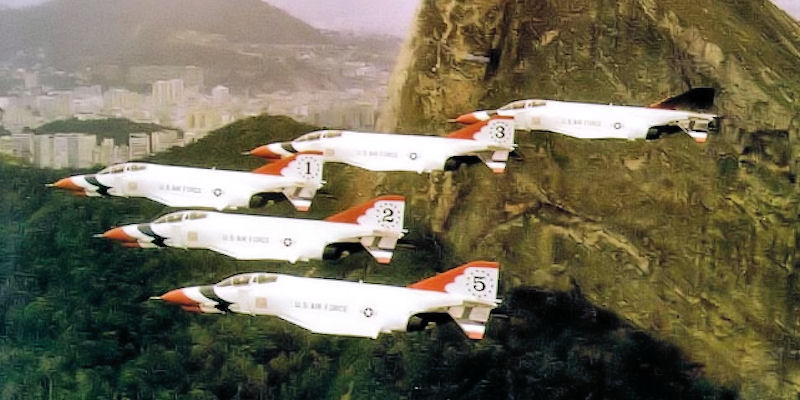
Thunderbirds w Phantomach; maszyna na dalszym planie ma czarny statecznik pionowy, ponieważ latała na pozycji zamykającej, gdzie statecznik omiatały spaliny z samolotu prowadzącego

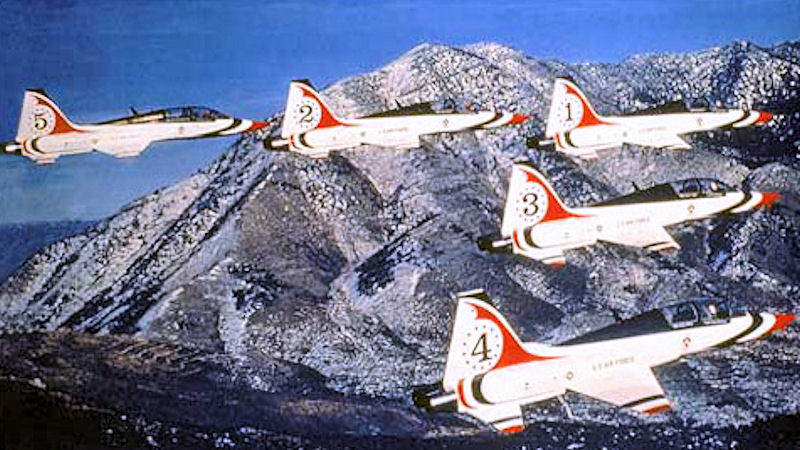
Thunderbirds w Talonach

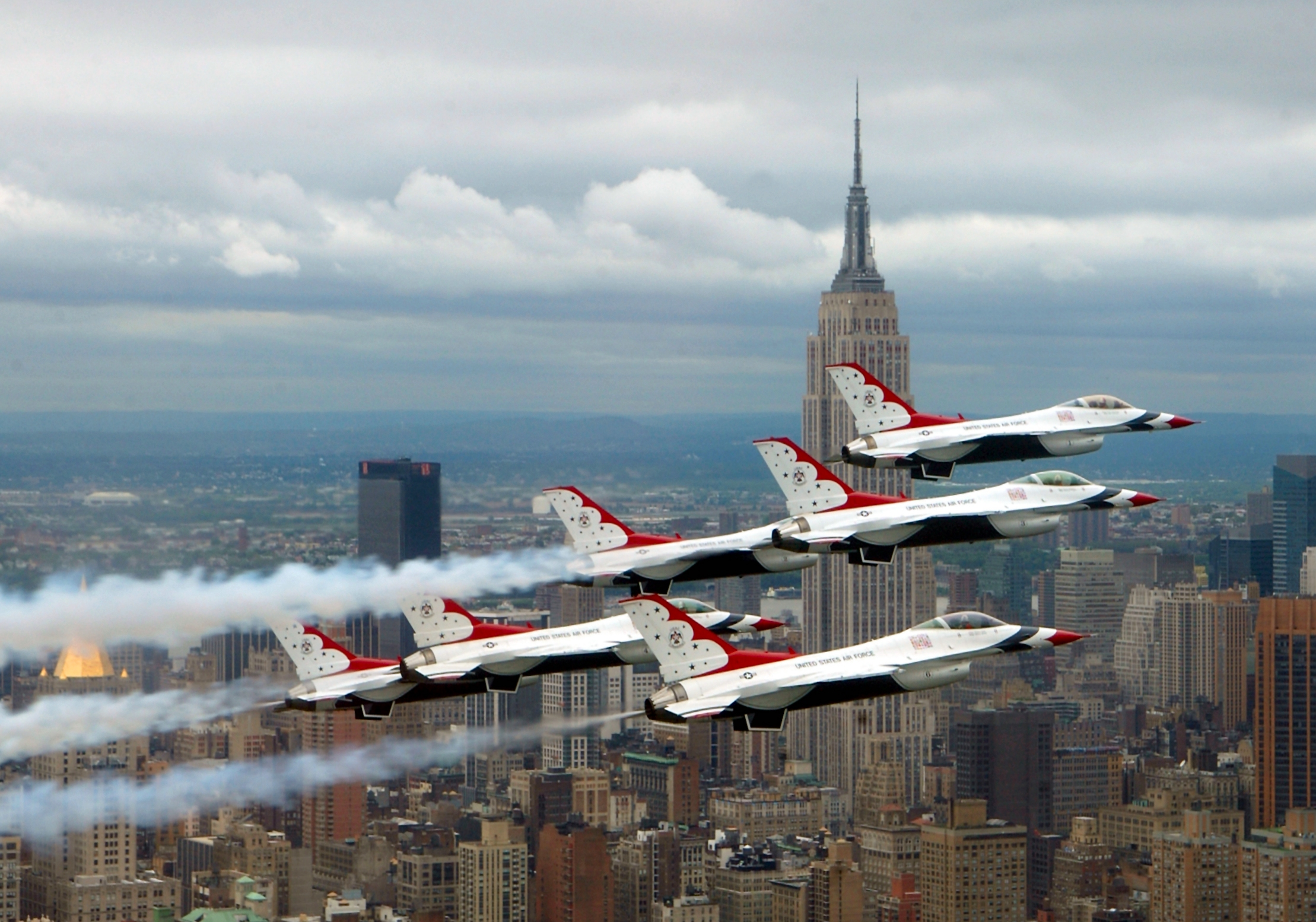
Thunderbirds w Fighting Falconach nad Nowym Jorkiem

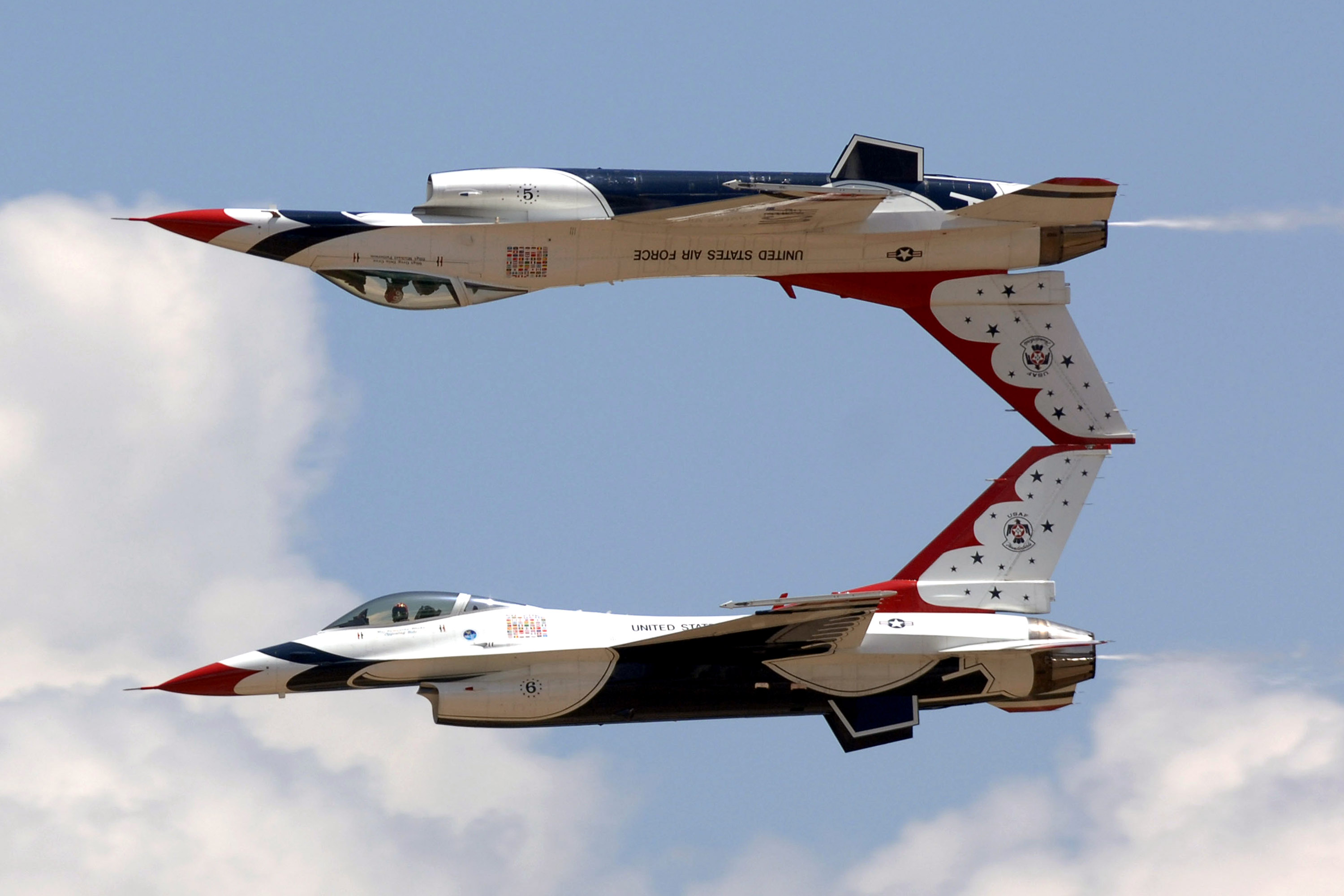
Na wykonującej lot odwrócony maszynie numer 5 widać cyfrę namalowaną do góry nogami (za wlotem powietrza do silnika)

Kapitan Christopher Stricklin katapultuje się z Thunderbirda 6

## Historia

### Początki
Zespół utworzono 25 maja 1953 roku w bazie Luke w Arizonie jako 3600. Klucz Akrobacyjny (3600th Air Demonstration Flight). Debiutancki pokaz odbył się 8 lipca, a pierwszy występ dla publiczności – 23 lipca. Pierwszym dowódcą zespołu był major Dick Catledge (późniejszy generał), a pierwszymi samolotami używanymi przez zespół – myśliwskie F-84G Thunderjety (zespół dysponował też dwumiejscowym T-33 Shooting Starem, który służył jako samolot narratora i w którym urządzano przejażdżki dla VIP-ów i dziennikarzy). Do końca roku 1953 zespół dał pięćdziesiąt pokazów. W pierwszych tygodniach następnego roku Thunderbirds wystąpili w zagranicznych pokazach podczas tournée po Ameryce Południowej; wystąpili między innymi przed trzystutysięczną publicznością w mieście Meksyk. 
W 1955 roku zespół – już z nowym dowódcą, Jackiem Broughtonem, na czele – zmienił samoloty na F-84F Thunderstreaki, na których wystąpili podczas 91 pokazów lotniczych. W tamtym okresie zespołowi przydzielono również samolot transportowy Fairchild C-119 Flying Boxcar do wożenia mechaników i sprzętu. W czerwcu 1956 roku, wciąż pod dowództwem Broughtona, Thunderbirds przesiedli się na myśliwce North American F-100 Super Sabre, które dały mu – jako pierwszemu na świecie – możliwość lotów z prędkością naddźwiękową. Zmianie samolotu towarzyszyła zmiana miejsca stacjonowania na bazę Nellis w Nevadzie. Pierwszy z 630 występów na Super Sabre’ach odbył się 19 maja 1956 roku; grom dźwiękowy był stałym elementem pokazów Thunderbirds do czasu, gdy FAA zabroniła lotów naddźwiękowych. W 1963 roku Thunderbirds po raz pierwszy wystąpili w Europie.
W 1964 roku zespół na krótko przesiadł się na F-105 Thunderchiefy. Karierę tych maszyn w barwach Thunderbirds zakończyła tragiczna śmierć kapitana Eugene’a J. Devlina, którego samolot rozpadł się w powietrzu podczas manewru z dużym przeciążeniem (9 maja 1964 roku). Zespół powrócił na Super Sabre’y (w wersji D). W 1967 roku Thunderbirds pokazali się w swoim 1000. show. W lutym tego roku zespół przeorganizowano i przemianowano z 4520th Air Demonstration Squadron (Thunderbirds) na USAF Air Demonstration Squadron jako stały zespół pokazowy amerykańskich wojsk lotniczych.

### Thunderbirds na Phantomach i Talonach
W 1969 nastąpiła kolejna zmiana samolotu. Nową maszyną Thunderbirds został F-4E Phantom II. W tym samym okresie na Phantomach latał również zespół pokazowy amerykańskiej marynarki – Blue Angels. Ostatni pokaz na Phantomach odbył się 10 listopada 1973 roku. W następnym roku kryzys paliwowy wymusił zmianę samolotu na  bardziej ekonomiczny. Wybrano Northropa T-38 Talona, naddźwiękowy samolot szkolno-treningowy oparty na konstrukcji myśliwca F-5. Pięć T-38 Talonów zużywało w czasie występu tyle samo paliwa, ile jeden Phantom II.
18 stycznia 1982 roku w Indian Springs w stanie Nevada nastąpiła najgorsza katastrofa w historii zespołu: rozbiły się cztery Talony wykonujące pętlę w formacji. Piloci – major Norm Lowry oraz kapitanowie Willie Mays, Pete Peterson i Mark Malancon – zginęli na miejscu. W następstwie katastrofy zespół poświęcił cały sezon pokazowy 1982 na odbudowę składu praktycznie od zera (w tym celu do zespołu przywrócono kilku jego byłych pilotów wciąż pozostających w służbie czynnej); podjęto również decyzję o wymianie maszyn na nowe myśliwce F-16A Fighting Falcon.

### Thunderbirds na Fighting Falconach
Pierwsze loty ćwiczebne na F-16A zespół odbył w sierpniu 1982 roku. 19 września 1985 roku USAF Air Demonstration Squadron połączono z 30 Bombardment Squadron, Heavy; od tego czasu Thunderbirds kultywują tradycje owej eskadry, sięgające czerwca 1917 roku. We wrześniu 1987 roku, podczas tournée na Dalekim Wschodzie Thunderbirds dali pokaz w Pekinie – był to pierwszy występ amerykańskiego zespołu akrobacyjnego w kraju komunistycznym. 22 kwietnia 1990 roku w Norfolk Naval Air Station odbył się 3000. występ Thunderbirds.
W 1992 roku Thunderbirds zamienili F-16A na F-16C. Początkowo były to maszyny w wersji Block 32, w 2008 roku zamieniono je na nowocześniejsze F-16C Block 52. W listopadzie 2005 roku zespół przyjął w swoje szeregi kapitan Nicole Malachowski jako pierwszą kobietę w historii latającą w Thunderbirds. Przydzielono jej pozycję prawego prowadzonego (numer 3), pozostała w ekipie przez dwa lata. W 2006 roku zespół pokazał się na swoim 4000. show. W tamtym okresie Thunderbirds dawali około siedemdziesięciu pokazów rocznie. Wiosną 2013 roku działalność zespołu zawieszono na rok ze względu na cięcia budżetowe (podobny los spotkał Blue Angels).
Wszystkie samoloty latające w Thunderbirds są maszynami bojowymi, jedynie tymczasowo rozbrojonymi i przystosowanymi do lotów pokazowych. Przywrócenie gotowości bojowej jest możliwe w ciągu 72 godzin.

## Samoloty
- F-84G Thunderjet: 1953–1955
- F-84F Thunderstreak: 1955–1956
- F-100C Super Sabre: 1956–1964
- F-105B Thunderchief: 1964
- F-100D Super Sabre: 1964–1969
- F-4E Phantom II: 1969–1973
- T-38 Talon: 1974–1982
- F-16A Fighting Falcon: 1983–1992
- F-16C Fighting Falcon: od 1992

## Ewolucja zespołu
Oznaczenia zespołu na przestrzeni jego istnienia:
- 3600 Air Demonstration Flight
- 3595 Air Demonstration Flight (Thunderbirds)
- 4520th Air Demonstration Flight (Thunderbirds)
- 4520th Air Demonstration Squadron (Thunderbirds)
- USAF Air Demonstration Squadron

## Skład Thunderbirds
Skład Thunderbirds na rok 2016:
- podpułkownik Christopher Hammond (dowódca/prowadzący)
- kapitan Ryan Bodenheimer (lewy prowadzony)
- major Alexander Goldfein (prawy prowadzony)
- major Nick Krajicek (zamykający)
- kapitan Nicholas Eberling (pierwszy solista)
- major Alex Turner (drugi solista)
- major Kevin Walsh (oficer operacyjny)
- major Scott Petz (narrator)
- major Christopher Scheibler (chirurg)
- kapitan Angelina Urbina (oficer zarządzający)
- kapitan Warren Smith (oficer ds. technicznych)
- kapitan Sara Harper (oficer ds. public relations)

## Wypadki
W czasie ponad sześćdziesięciu lat istnienia zespołu śmierć podczas pokazów lotniczych poniosło trzech jego członków:
- 24 września 1961 roku sierżant John Lesso zginął podczas pokazów w Wilmingtonie w katastrofie C-123 Providera wiozącego zespół skoczków spadochronowych Golden Knights[14]
- 4 czerwca 1972 roku major Joe Howard (prawy prowadzony) zginął w katastrofie F-4E numer 66-0321 podczas pokazów w porcie lotniczym imienia Dullesa (zdołał się katapultować, ale wiatr zniósł go z powrotem na płonący wrak)[14]
- 9 maja 1981 roku w bazie lotniczej Hill śmierć poniósł kapitan David L. Hauck (Thunderbird 6), który po awarii silnika nie opuścił samolotu z obawy o bezpieczeństwo widzów[14].

Większa liczba pilotów zginęła podczas treningów i rutynowych przelotów:
- 13 grudnia 1954 roku: kapitan Gerorge Kevil w F-84G (podczas treningu w Nellis)
- 26 września 1957 roku: porucznik Bob Rutte w F-100C (podczas treningu w Nellis)
- 12 marca 1959 roku: kapitan Charles D. Salmon w F-100C (zderzenie z drugim samolotem w locie podczas treningu w Nellis)
- 27 lipca 1960 roku: kapitan John R. Crane w F-100C (podczas treningu w Nellis)
- 6 kwietnia 1961 roku: major  Maj. Robert S. Fitzgerald, dowódca zespołu, i kapitan George A. Nial, narrator, w F-100F (podczas treningu w Nellis)
- 9 maja 1964 roku: kapitan Eugene J. Devlin w F-105B numer 57-5801 (podczas lotu ćwiczebnego przed pokazami w bazie lotniczej Hamilton)
- 12 października 1966 roku: major Frank Leithen i kapitan Robert Morgan w  F-100F (zderzenie z samolotem kapitana Roberta Beckela nad Indian Springs Auxiliary Army Airfield)
- 9 stycznia 1969 roku: kapitan Jack Thurman w  F-100D (podczas treningu w Nellis)
- 21 grudnia 1972 roku: kapitan Jerry Bolt i sierżant Charles H. Lynn w F-4E numer 67-0367 (podczas lotu próbnego w Nellis)
- 25 lipca 1977 roku: kapitan Charlie Carter w T-38A (w bazie lotniczej Francis E. Warren)
- 8 września 1981: podpułkownik D.L. Smith, dowódca zespołu, w T-38A (wskutek zderzenia z ptakami po starcie z Cleveland; samolot spadł do jeziora Erie)
- 18 stycznia 1982 roku: major Norm Lowry oraz kapitanowie Willie Mays, Pete Peterson i Mark Malancon w T-38A (podczas treningu w Indian Springs)

Ponadto 9 października 1958 roku czternastu członków Thunderbirds poniosło śmierć na pokładzie C-123 w katastrofie około 80 kilometrów na północny zachód od Boise. Od czasu przesiadki na F-16 żaden członek zespołu nie zginął na służbie, doszło jednak do trzech wypadków, w których stracono samoloty:
- 14 lutego 1994 roku F-16C numer 87-0309 rozbił się w Indian Springs; kapitan Thomas H. Lewis odniósł poważne obrażenia[14]
- 14 września 2003 roku F-16C numer 87‑0327 rozbił się w bazie Mountain Home w stanie Idaho; kapitan Christopher Stricklin katapultował się i przeżył[14]
- 2 czerwca 2016 roku F-16C rozbił się w Colorado Springs; pilot przeżył[15]